# Macrobrachium gallus
Macrobrachium gallus är en kräftdjursart som beskrevs av Lipke Bijdeley Holthuis 1952. Macrobrachium gallus ingår i släktet Macrobrachium och familjen Palaemonidae. Inga underarter finns listade i Catalogue of Life.